# Tim Lenton
Tim Lenton est professeur au sein du Earth system science à l'université d'East Anglia, en Angleterre.

## Biographie
Il obtient son PhD à l'école d'environnement des sciences, à l'UEA, et travaille sur la régulation des nutriments au sein des océans, en rapport avec l'oxygène contenu dans l'atmosphère ; il est supervisé par Andrew Watson. Il travaille avec James Lovelock, sur le développement de l'hypothèse Gaia comme système auto-régulé. Il participe également à la création de la simulation informatique Daisyworld. De 1998 à 2004 il travaille sur la modélisation du système-Terre au sein du Natural Environment Research Council, au Centre pour l'écologie et l'hydrologie à Édimbourg.
Andrew Watson et Tim Lenton montrent le maintien d'une composition chimique stable dans le mélange atmosphérique, et notamment le rôle joué par le phosphore.

## Publications significatives
- (en) C. Goldblatt, T. M. Lenton et A. J. Watson, « Bistability of atmospheric oxygen and the great oxidation », Nature, no 443,‎ 2006, p. 683-686
- (en) Tim Lenton et Andrew Watson, « Regulation of nitrate, phosphate and oxygen in the oceans », Global biogeochemical cycle, vol. 14,‎ 2000, p. 225–248 (lire en ligne)
- (en) Tim Lenton, « Gaia and natural selection », Nature, no 394,‎ 30 juillet 1998, p. 439-447
- (en) Tim Lenton, « Belonging to gaia: the tao of living with purposeless purpose », sur cts.cuni.cz
- Tim Lenton, " Geoengineering Responses to Climate Change"